# Alpbach
Alpbach je město v rakouské spolkové zemi Tyrolsko v okrese Kufstein. První písemná zmínka pochází z roku 1240. Žije zde přibližně 2 600 obyvatel.

## Poloha
Alpbach se nachází v Kitzbühelských Alpách ve vnitřním údolí Alpbachtalu na úpatí hory Gratlspitz (1898 m n. m.). Malá osada Inneralpbach (nářečně Innătåi) leží na konci údolí (tvoří jeho čelo).
Na jižním konci údolí Alpbach leží vrch Große Galtenberg (2424 m n. m.), na který se dostanete z osady Inneralpbach. Mezi Alpbachem a Reith im Alpbachtal leží na jihozápadě Wiedersberger Horn (2127 m n. m.), který je turisticky využíván jak v zimě jako lyžařská oblast, tak v létě. Na východě odděluje Alpbach od Wildschönau vrch Schatzberg (1898 m n. m.). 
Katastrální území obce má rozlohu 58,4 km², z toho 33 % zaujímá lesní porost, 37,7 % tvoří alpské louky a 14 % je zemědělská půda. Z celkové plochy je 22,4 % osídleno.

### Sousední obce
| Brixlegg            |       |             |
| Reith im Alpbachtal |       | Wildschönau |
| Hart im Zillertal   | Stumm |             |

## Historie
První písemná zmínka o obci pochází z roku 1240 a až do dvacátých let 20. století neměla silniční spojení s Inntalem, neovlivněna vnějším vývojem si dlouho udržovala své tradice a zvyky. Nález bronzové sekery ze střední doby bronzové (1600–1250 př. n. l.) však svědčí o dřívější přítomnosti člověka v Alpbachu. Také názvy lokalit jako Greit a Mareit naznačují osídlení v prvních staletích našeho letopočtu. Nálezy v sousední obci Reith im Alpbachtal ukazují na osídlení Římany. Kolem roku 1020 nechal klášter Seon v údolí založit schwaighof. Od roku 1150 jsou tyto usedlosti uvedeny také v klášterních záznamech. Svou roli sehrálo i alpské zemědělství a hornictví, které dosáhlo svého vrcholu v 15. století. Zejména měď, ale také stříbro se těžilo především ve štolách v okolí Gratlspitze, přičemž nejstarší dochovaná zpráva o těžbě v Alpbachu je uvedena v urbáři (Salbuch) z roku 1416. Vytěžena ruda se spolu se dřevem dopravovala do Brixleggu, kde se tavila.
Kromě těžby v Kitzbühelu a Schwazu převzala těžbu v Alpbachu obchodní rodina Fuggerů z Augsburgu. Sídlem horního soudu i fuggerovské správy byl Böglerhof. Ke konci 19. století však byla těžba kvůli nízkým výnosům ukončena.
Ve třicátých letech 20. století byla obec objevena turistickým ruchem. Stavební řád přijatý již v roce 1953 předepisoval tradiční výstavbu v dřevěném stylu, což zabránilo vzniku velkých hotelových budov měnících tvář města, jaké se vyskytují jinde v turistických regionech. Obec za své úsilí získala ocenění Nejkrásnější vesnice Rakouska a Nejkrásnější květinová vesnice Evropy.
V Alpbachu je asi 22 statků vedeno jako dědičné hospodářství, což znamená, že každý z těchto statků vlastnila stejná rodina nejméně 200 let. Většinou se dodržovalo pouze dědění v mužské linii, ale zemským zákonem z roku 1957 bylo mlčky uznáno i ženské dědictví.

## Znak
Blason: V zeleném poli stříbrná šikmá řeka.
Obecní znak, udělený v roce 1963, vychází z pečeti soudce Heinricha z Alpache z roku 1345. Odkazuje také na název obce.

## Osobnosti
- Erwin Schrödinger (* 1887–1961), rakouský fyzik a vědec, držitel nobelovy ceny za fyziku z roku 1933. Poslední léta svého života trávil v Alpbachu, kde je také pohřben.